# Guide Vallot
Pour les articles homonymes, voir Vallot.
Le Guide Vallot est le nom donné au topoguide français d'alpinisme  dans le massif du Mont-Blanc. Il prend son nom de son promoteur initial, Charles Vallot, fils de Henri Vallot. Il s'agissait initialement d'un ensemble d'ouvrages, en trois parties : une de Description générale du massif du Mont-Blanc, en deux tomes (ou fascicules), une de Description de la moyenne montagne, en deux tomes, et une de Description de la haute montagne, qui contient la description des voies d'alpinisme, en 5 tomes. La publication chez l'éditeur Fiscbacher à Paris s'étala de 1925 à 1938, la partie sur la haute montagne comprenant finalement 8 tomes qui furent écrits par les principaux membres du Groupe de Haute Montagne nouvellement créé,  et qui promouvait l'alpinisme de difficulté et l'alpinisme sans guide : Jacques de Lépiney, Henry de Ségogne, Pierre Dalloz, Marcel Ichac...
Il se présente sous la forme d'un livre relié, à la couverture toilée et d'un format permettant de le glisser dans la poche d'un sac à dos, voire d'une veste. Il comprend  des descriptifs d'itinéraires et leurs variantes, par massifs, agrémentés de planches de dessins illustrant les voies décrites.
Avec le développement incessant de nouveaux itinéraires et des techniques de l'alpinisme, le Guide Vallot vieillit, et sous l'impulsion de Lucien Devies, une édition entièrement nouvelle est publiée en trois tomes en 1946, aux éditions Arthaud. « Non seulement [les guides] ne sont plus à jour, mais les descriptions qu'ils donnent des itinéraires sont trop brèves ou trop longues. C'est pourquoi il est apparu nécessaire de refondre entièrement et de compléter le Guide Vallot selon une formule équilibrée. Nous nous sommes, en conséquence, efforcés d'établir un texte qui soit à la fois pratique et complet ; nous avons cherché à adapter la description de chaque itinéraire non seulement au terrain mais également à la classe des alpinistes qui l'abordent normalement. Et nous avons associé cette préoccupation au souci d'être bref. ». Il introduit de façon systématique le système de cotation en 6 degrés. Ce guide est complété régulièrement et réédité à quatre reprises, la dernière en quatre tomes de 1975 à 1979.
La dernière édition complète date de 1979 et restera la dernière à cause du travail considérable nécessaire à la mise à jour d'un tel ouvrage et sa non rentabilité économique. François Labande a édité une version abrégée, en 2 tomes, en 1987 : La Chaîne du Mont-Blanc : Guide Vallot. Sélection de voies.
Sur le même principe, ont été publiés des fascicules consacrés au massif des Écrins aux éditions Arthaud (auteurs : L. Devies, F. Labande, M. Laloue), 4e édition 1976 et 1978. Tous ces ouvrages sont très recherchés par les collectionneurs.

## Éditions

### Guide Kurz
- Louis Kurz, Guide de la chaine du Mont-Blanc à l'usage des ascensionnistes, Attinger frères, 1892

### Première édition
- I Description générale du massif du Mont-Blanc
  - Fascicule 1 - Tableau historique, géologique, scientifique. Géologie. Botanique. Glaciologie, Ch. Vallot, Léon W. Collet, M. Namur Vallot, G. Bonnier, Dr L. de Chabanolle, Paris, Fischbacher, 1925[5]
  - Fascicule 2 - Tableau littéraire Ch. Vallot et Claire Éliane Engel, Dardel, 1930
- II Description de la moyenne montagne dans le massif du Mont-Blanc
  - Fascicule 1 - Chamonix-Mont-Blanc, Ch. Vallot, Fischbacher, 1927
  - Fascicule 2 - Saint Gervais les Bains Ch. Vallot,  suivi de vingt-cinq itinéraires d'hiver dans le Val Montjoie, par Paul Gayet-Tancrède, Fischbacher, 1931
- III Description de la haute montagne dans le massif du Mont-Blanc
  - Fascicule 1 - Aiguilles de Chamonix, J. de Lépiney, E. de Gigord et Dr. A. Migot, Fischbacher, 1925, 2e éd., 1934
  - Fascicule 2 - Chaîne de l'Aiguille Verte H. de Ségogne, E. de Gigord, J. de Lépiney, Jean-A. Morin, Fischbacher, 1926, 2e éd., 1929
  - Fascicule 3 - Grandes Jorasses - Chaîne du Tour
  - Fascicule 4 - 	Groupes du Mont-Blanc et de La Tour Ronde- Col du Géant, col du Midi, col de Miage, Jacques Lagarde, Fiscbacher, 1930
  - Fascicule 5 - Aiguilles Rouges - Fis - Buet- Perrons, Jacques de Lépiney, Fischbacher, 1928
  - Fascicule 6 - Groupes de Triolet et d'Argentière, entre les cols de Pierre-Joseph et du Chardonnet, par Lucien Devies, Pierre Henry et Pierre Dalloz, Fischbacher, 1936
  - Fascicule 6 "bis"- Groupes du Chardonnet et du Tour, entre les cols du Chardonnet et de Balme, Pierre Dalloz, Marcel Ichac et Pierre Henry, Fischbacher, 1937
  - Fascicule 7 - Groupes de Trélatète et de Miage (entre les cols de Miage, de la Seigne et du Bonhomme), par Pierre Henry et Marcel Ichac. Avec la collaboration de Paul Gayet-Tancrède(Samivel) pour les itinéraires d'hiver, Fiscbacher, 1933

### Devies
- Les Aiguilles Rouges de Chamonix, les Fis, le Buet, les Perrons par Jacques de Lépiney. Rédaction nouvelle par Armand Charlet, Lucien Devies, Félix Germain, R. Perret, Fischbacher, 1946.
- Lucien Devies et Pierre Henry, Guide Vallot. La chaîne du Mont Blanc I : Mont Blanc-Trélatête, Grenoble et Paris, Arthaud, 1947, 2e édition  1951[6], addendum en 1955, 3e édition en 1973[7],  4e édition 1978
- Lucien Devies, Pierre Henry, et Jacques Lagarde, Guide Vallot. La chaîne du Mont Blanc II : Aiguilles de Chamonix, Grandes Jorasses, Grenoble et Paris, Arthaud, 1947, addendum en 1948, 2e édition 1951[8], Aiguilles de Chamonix 3e édition 1977
- Lucien Devies et Pierre Henry, Guide Vallot. La chaîne du Mont Blanc III : Aiguille Verte Triolet, Dolent-Argentière-Trient, Grenoble et Paris, Arthaud, 1949, 2e édition en 1959[9], 2e édition en 1966, 4e édition en 1975
- Lucien Devies et Gino Buscaini, Guide Vallot. La chaîne du Mont Blanc IV : Grandes Jorasses, Géant Rochefort, Leschaux, Talèfre, Arthaud, 1979

### Labande
- François Labande, La Chaîne du Mont-Blanc : Guide Vallot. Sélection de voies, t. 1 : À l'ouest du col du Géant, Éditions Arthaud, 1987
- François Labande, La Chaîne du Mont-Blanc : Guide Vallot. Sélection de voies, t. 2 : À l'est du col du Géant, Éditions Arthaud, 1987